# Argina serrata
Argina serrata là một loài bướm đêm thuộc phân họ Arctiinae, họ Erebidae.